# Marlies Schild

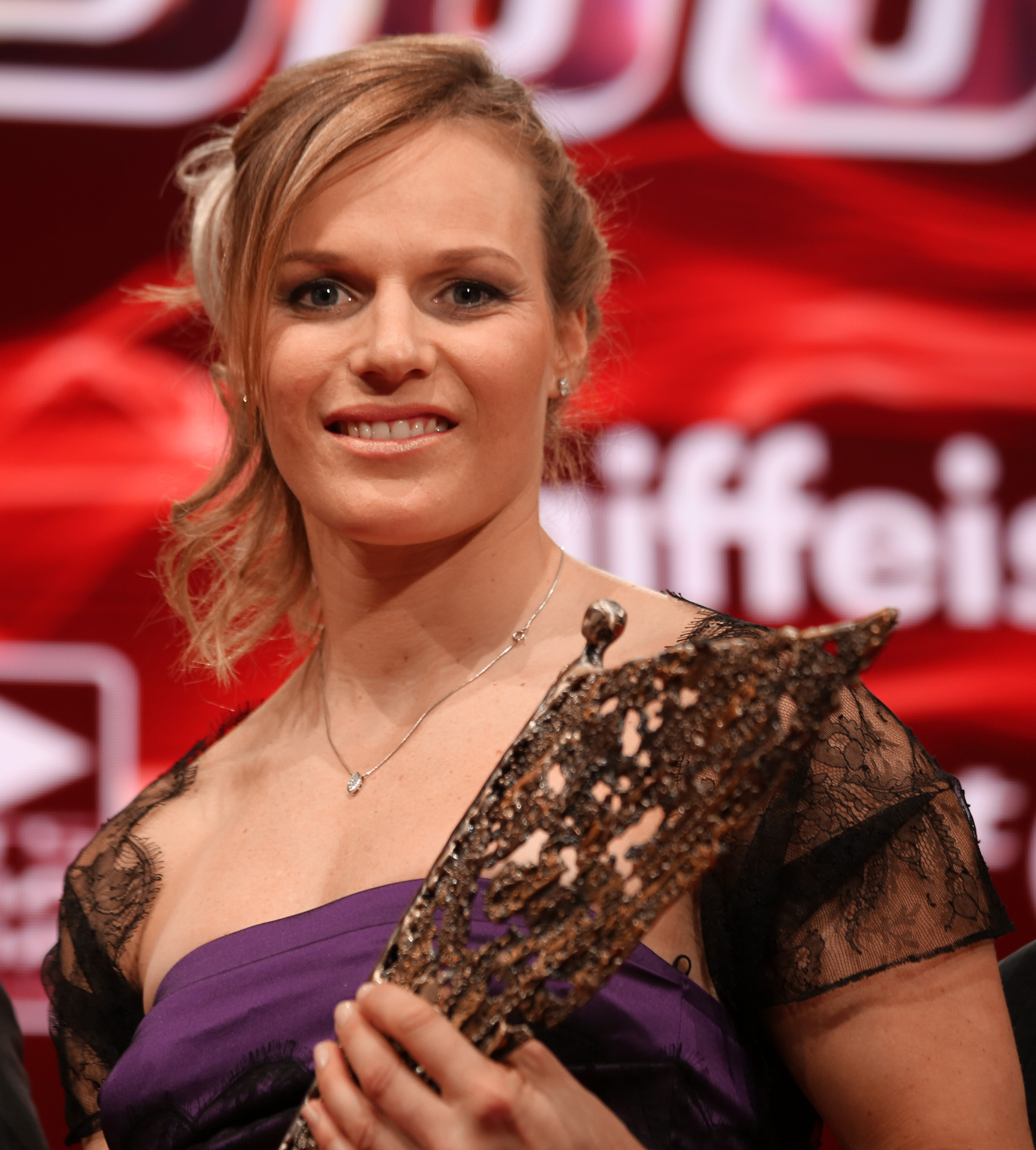
Marlies Schild met de trofee van Oostenrijks sportvrouw van het jaar 2012

Marlies Schild (Admont, 31 mei 1981) is een Oostenrijks voormalig alpineskiester.

## Carrière
Ze behaalde haar beste resultaten op de slalom; ze won viermaal de wereldbeker alpineskiën in de slalom en twee zilveren medailles op Olympische Winterspelen. In 2011 werd ze wereldkampioene op de slalom.
In 2012 werd ze verkozen tot sportvrouw van het jaar in Oostenrijk.

## Resultaten

### Wereldkampioenschappen
| Jaar | Plaats                 | Resultaten                                   |
| ---- | ---------------------- | -------------------------------------------- |
| 2003 | Sankt Moritz           | Slalom · 4e Combinatie                       |
| 2005 | Bormio                 | Combinatie · 14e Reuzenslalom · DSQ1 Slalom  |
| 2007 | Åre                    | Slalom · Supercombinatie · DNF1 Reuzenslalom |
| 2011 | Garmisch-Partenkirchen | Slalom · 8e Reuzenslalom                     |
| 2013 | Schladming             | 9e Slalom                                    |

### Olympische Spelen
| Jaar | Plaats         | Resultaten                             |
| ---- | -------------- | -------------------------------------- |
| 2002 | Salt Lake City | DNF Slalom                             |
| 2006 | Turijn         | Combinatie · Slalom · 17e Reuzenslalom |
| 2010 | Vancouver      | Slalom                                 |
| 2014 | Sotsji         | Slalom                                 |

### Wereldbeker
Eindklasseringen
| Seizoen   | Algm          | AD            | SL            | RS            | SG            | SC            |
| --------- | ------------- | ------------- | ------------- | ------------- | ------------- | ------------- |
| 2001/2002 | 53e           | -             | 16e           | -             | -             | -             |
| 2002/2003 | 19e           | -             | 5e            | -             | -             | -             |
| 2003/2004 | 14e           | -             | Zilver        | 49e           | -             | -             |
| 2004/2005 | 8e            | 30e           | Brons         | 15e           | 25e           | 9e            |
| 2005/2006 | 6e            | 40e           | Zilver        | 17e           | 17e           | 4e            |
| 2006/2007 | Zilver        | 12e           | Goud          | 12e           | 14e           | Goud          |
| 2007/2008 | 5e            | 15e           | Goud          | 11e           | 25e           | 5e            |
| 2008/2009 | geen deelname | geen deelname | geen deelname | geen deelname | geen deelname | geen deelname |
| 2009/2010 | 15e           | -             | Brons         | -             | -             | -             |
| 2010/2011 | 6e            | -             | Goud          | 17e           | -             | -             |
| 2011/2012 | 8e            | -             | Goud          | 15e           | -             | -             |
| 2012/2013 | 57e           | -             | 26e           | 32e           | -             | -             |
| 2013/2014 | 17e           | -             | Brons         | -             | -             | -             |

Wereldbekerzeges
| Datum            | Plaats                 | Onderdeel       |
| ---------------- | ---------------------- | --------------- |
| 13 maart 2004    | Sestriere              | Slalom          |
| 28 december 2004 | Semmering              | Reuzenslalom    |
| 29 december 2004 | Semmering              | Slalom          |
| 9 januari 2005   | Santa Caterina         | Slalom          |
| 29 december 2005 | Lienz                  | Slalom          |
| 5 januari 2006   | Zagreb                 | Slalom          |
| 8 januari 2006   | Tarvisio               | Slalom          |
| 11 november 2006 | Maribor                | Slalom          |
| 26 november 2006 | Aspen                  | Slalom          |
| 15 december 2006 | Reiteralm              | Supercombinatie |
| 21 december 2006 | Val-d'Isère            | Slalom          |
| 4 januari 2007   | Zagreb                 | Slalom          |
| 7 januari 2007   | Kranjska Gora          | Slalom          |
| 25 februari 2007 | Sierra Nevada          | Slalom          |
| 11 maart 2007    | Zwiesel                | Slalom          |
| 10 november 2007 | Reiteralm              | Slalom          |
| 25 november 2007 | Panorama               | Slalom          |
| 6 januari 2008   | Špindlerův Mlýn        | Slalom          |
| 27 januari 2008  | Ofterschwang           | Slalom          |
| 14 maart 2008    | Bormio                 | Slalom          |
| 29 december 2009 | Lienz                  | Slalom          |
| 12 januari 2010  | Flachau                | Slalom          |
| 13 maart 2010    | Garmisch-Partenkirchen | Slalom          |
| 13 november 2010 | Levi                   | Slalom          |
| 21 december 2010 | Courchevel             | Slalom          |
| 29 december 2010 | Semmering              | Slalom          |
| 2 januari 2011   | Zagreb                 | Slalom          |
| 27 november 2011 | Aspen                  | Slalom          |
| 18 december 2011 | Courchevel             | Slalom          |
| 20 december 2011 | Flachau                | Slalom          |
| 29 december 2011 | Lienz                  | Slalom          |
| 3 januari 2012   | Zagreb                 | Slalom          |
| 11 februari 2012 | Soldeu                 | Slalom          |
| 17 december 2013 | Courchevel             | Slalom          |
| 29 december 2013 | Lienz                  | Slalom          |